# شیخ احمد روح‌القدس
شیخ احمد روح‌القُدُس معروف به سلطان العلمای خراسانی (زاده تربت حیدریه - مقتول ۱۳۲۶ قمری- ۱۲۸۷ خورشیدی)، روزنامه‌نگار و مدیر روزنامۀ «روح‌القدس» بود که به مناسبت نام روزنامه، به «روح‌القدس» معروف گردید. وی از مشروطه‌طلبان و آزادی‌خواهان بود و بعد از پیروزی جنبش مشروطه روزنامه روح‌القدس را در تهران منتشر کرد.

## زندگی‌نامه
شیخ احمد تربتی فرزند حاج شیخ محمد حسین تربتی تا سن ۲۹ سالگی تعلیم و تربیت را نزد پدر مجتهد خود در تربت حیدریه گذراند ولی راه پدر را نرفته و عازم تهران گردید. در تهران هم‌زمان با پیروزی جنبش مشروطه به انقلاب پیوست و توانست امتیاز راه اندازی روزنامه روح‌القدس را بگیرد و مدت یکسال در روزنامه خود بیشترین حمله و افشاگری را نسبت به فعالیت مستبدین و شخص محمدعلی شاه و کارشکنی‌های وی منتشر می‌کرد.

## فعالیت اجتماعی
شیخ احمد پس از ورود به تهران با محافل آزادی‌خواهی آشنا گردیده و عملاً وارد گروه مشروطه خواهان گردید. چون استعداد نویسندگی داشت در پاره‌ای از روزنامه‌های آن دوران شروع به نوشتن مقاله‌های انتقادی از دولت نمود سپس باکمک دوستان با نفوذ خود در دربار موفق به گرفتن امتیاز روزنامه روح‌القدس گردید و دفتر روزنامه را در خیابان چراغ برق افتتاح نمود.

در مقاله‌های خود در روزنامه مستقیماً خود محمدعلی شاه را مورد حمله قرار میداد به‌طوری‌که یکبار نوشته بود: 
 خوب است قدری از مستی سلطنت بهوش آمده چشم باز کرده نظری بدولت خود و باقی دولت‌ها بنمایی- آیا تمام سلاطین عالم از وظیفه خود خارج شده مشغول قصابی گشته‌اند.. 
در همین زمان روزنامه او بمدت دو ماه توقیف و خودش مورد محاکمه قرار گرفت ولی دادگاه نتوانست وی را محکوم کند..

## شکنجه و مرگ
بعد از به توپ بستن مجلس در ۲ تیر ۱۲۸۷ (۲۳ جمادی‌الاول ۱۳۲۶) او تفنگ در دست از بالای دفتر روزنامه به دفاع برخاست وچند نفر از قزاق را کشته و مجروح ساخت ولی عاقبت دستگیر و با ضرب و شتم به باغشاه برده شد و همراه دیگر زندانیان در غل و زنجیر محبوس گردید. پس از تحمل شکنجه‌های فراوان عاقبت او را به انبار دولت برده و خفه نموده و جسد نیمه جانش را در چاه انداختند. پس از پیروزی مشروطه خواهان و فرار محمدعلی میرزا، جسد وی را در حالی که طنابی دور گردنش بود از چاه بیرون آورده و دفن نمودند.